# 河南关山
关山位于河南省新乡市辉县境内，是国家森林公园，素有“一夫当关，万夫莫开”之称。
关山景区面积近170平方公里，在太行八经中排三，有紫霞谷之称。
关山景区主要是以石竹闻名。景区中的石柱林、一线天闻名于世。河南关山的景点包括：盘古河、逍遥苑、一线天、红石峡、石柱苑、花山等。其中一线天峡谷中的迎客松最为有名。